# ホセ・アベージャ
ホセ・ハビエル・アベージャ・ファンフル（José Javier Abella Fanjul 、1994年2月10日 - ）は、メキシコ・ベラクルス州コルドバ出身のプロサッカー選手。アトラスFC所属。ポジションは、ディフェンダー。
メキシコ代表サッカー選手のミゲル・ラユンは、はとこ。

## 経歴

### クラブ
サントス・ラグナの下部組織で育成され、2012年9月のCONCACAFチャンピオンズリーグ・CDアギージャ戦でトップチームデビュー。

### 代表
メキシコ代表の一員としてCONCACAF U-20選手権2013、2013 FIFA U-20ワールドカップ、リオデジャネイロオリンピックに参加した。

## タイトル
サントス・ラグナ
- リーガMX: 2015C, 2018C
- コパ・メヒコ: 2014
- カンペオン・デ・カンペオーネス: 2015

アトラス
- リーガMX: 2021A, 2022C
- カンペオン・デ・カンペオーネス: 2022

メキシコ代表
- CONCACAF U-20選手権: 2013